# Зграда у улици Јужноморавских бригада 83
Зграда у улици Јужноморавских бригада 83 налази се у средишњем делу старе чаршије Лесковца. Уписана је у листу заштићених споменика културе Републике Србије (ИД бр. СК 925).

## Карактеристике
Саграђена је 1926. године као стамбено - трговачки објекат, у власништву лесковачког трговца кудељом, Данила Дике Дунђеровића. Зграда има приземље и спрат. Сви носећи конструктивни елементи рађени су од армираног бетона. У средишту фасаде је еркер у виду плитког цилиндричног сегмента са три прозорска отвора, а лево и десно по један балкон истоветног склопа. У приземљеу су велики прозори површине за излог. Сокла зграде је од камених блокова правилног облика. Приземље се у свом спољном изгледу завршава плитким декоративним венцем, док завршни венац зграде подухвата низ међусобно поређаних декоративних конзола класичног облика. Испод прозорских отвора у нивоу парапета су рељефи у виду двојних балустера, док су испод балконских плоча и еркера украсне конзоле у виду стилизованих акантусових листова. Изнад завршног венца је кровна атика по целој дужини, а на карактеристичним местима јављају се украсне вазе. Кров зграде изведен је у стрмим површинама и покривен фалцованим црепом.